# Die Jungfrau
Die Jungfrau (často uváděno anglickým názvem The Virgin) je rakouské filmové drama, které natočil režisér Diego Donnhofer podle vlastního scénáře. Film měl premiéru 11. září 1999 na Torontském mezinárodním filmovém festivalu. Film pojednává o Konradovi (Joey Kern), který cestuje po Evropě spolu se svou sestrou Ninou (Kirsty Hinchcliffe) a Item (Glenn Cruz). Hudbu k filmu složil velšský hudebník a hudební skladatel John Cale. Režisér Diego Donnhofer o zlákání skladatele Johna Calea prohlásil, že jej „přepadl“ v jeho hotelu během jeho návstěvy Vídně a vnutil mu scénář filmu, přičemž Cale mu hned druhý den zavolal, že práci bere.

## Obsazení
| Glenn Cruz         | Ito    |
| Kirsty Hinchcliffe | Nina   |
| Joey Kern          | Konrad |
| Alkis Panagiotidis | Walcot |